# پودینگ کریسمس

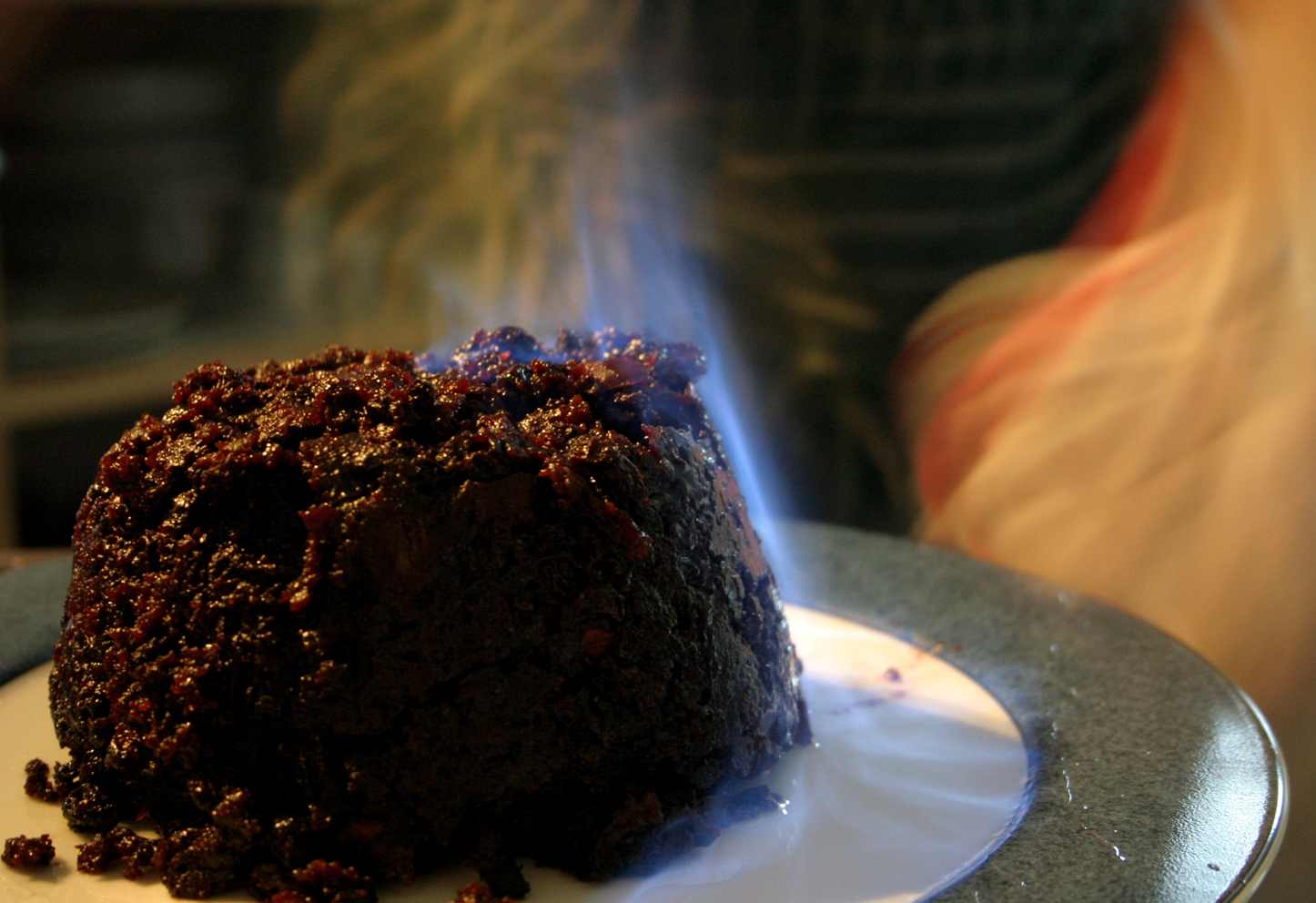
یک پودینگ کریسمس که بر رویش شراب برندی ریخته و شعله‌ورش ساخته‌اند

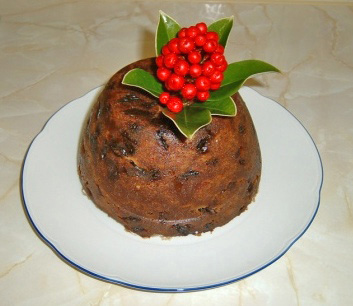
یک پودینگ کریسمس که به‌جای گیاه خاس با گیاه اسکیمیا تزئین شده است

پودینگ کریسمس (به انگلیسی: Christmas pudding) نوعی پودینگ بخارپزشده است که میوه‌های خشک شده، ادویه‌های مختلف و اغلب برندی ترکیبات آن را تشکیل می‌دهند و برای تزئین آن تکهٔ کوچکی از گیاه خاس را بر بالای آن فرو می‌کنند. این دسر به عنوان بخشی از شام کریسمس سرو می‌شود.